# Todd Novak
Todd D. Novak (sinh ngày 23 tháng 4 năm 1965) là một biên tập viên báo chí và chính khách người Mỹ.
Sinh ra tại Cobb, Wisconsin và hiện đang cư trú tại Dodgeville, Wisconsin, Novak là chính phủ và trợ lý biên tập viên của tờ báo Dodgeville Chronicle từ năm 1990 cho đến khi nghỉ hưu vào năm 2014. Năm 2012, Novak được bầu làm thị trưởng của Dodgeville, Wisconsin.
Vào tháng 11 năm 2014, Novak đã được bầu vào Quốc hội Wisconsin với tư cách là đảng Cộng hòa với tỷ lệ 64 phiếu. Ứng cử viên đảng Dân chủ, Dick Cates, đã không tìm cách kể lại.
Vào ngày 8 tháng 11 năm 2016, Novak đã được bầu lại vào Quốc hội Wisconsin với tỷ lệ 723 phiếu, đánh bại đảng Dân chủ Jeff Wright.
Năm 2018, Novak đã đánh bại Jeff Wright lần thứ hai. Novak cũng đã thành công khi giành được một Hội đồng quận cũng giành được bởi Thống đốc Dân chủ Tony Evers.
Novak là người đảng Cộng hòa đồng tính công khai đầu tiên phục vụ trong cơ quan lập pháp Wisconsin. Khi nhậm chức, trở thành một trong bốn thành viên LGBT công khai của Cơ quan lập pháp Wisconsin, cùng với Sen. Tim Carpenter (D–Milwaukee) và Reps. JoCasta Zamarripa (D–Milwaukee) và Mark Spreitzer (D–Beloit).
Mặc dù là người thuộc đảng Cộng hòa, Novak đã tự đặt mình là một "tiếng nói độc lập" và đã chào mời một hồ sơ bỏ phiếu lưỡng đảng, rất hữu ích trong khu học tập tự do của mình.

## Lịch sử bầu cử
}}
| Bầu cử năm 2018 cho Quận 51 của Quốc hội Wisconsin | Bầu cử năm 2018 cho Quận 51 của Quốc hội Wisconsin | Bầu cử năm 2018 cho Quận 51 của Quốc hội Wisconsin | Bầu cử năm 2018 cho Quận 51 của Quốc hội Wisconsin | Bầu cử năm 2018 cho Quận 51 của Quốc hội Wisconsin | Bầu cử năm 2018 cho Quận 51 của Quốc hội Wisconsin |
| Đảng                                               | Đảng                                               | Ứng cử viên                                        | Số phiếu                                           | %                                                  | ±                                                  |
| -------------------------------------------------- | -------------------------------------------------- | -------------------------------------------------- | -------------------------------------------------- | -------------------------------------------------- | -------------------------------------------------- |
|                                                    | Cộng hòa                                           | Todd Novak (incumbent)                             | 12,445                                             | 50.6%                                              | -.7%                                               |
|                                                    | Dân chủ                                            | Jeff Wright                                        | 12,113                                             | 49.3%                                              | +.6                                                |
|                                                    | Cộng hòa nắm giữ                                   |                                                    |                                                    |                                                    |                                                    |

| Bầu cử năm 2016 cho Quận 51 của Quốc hội Wisconsin | Bầu cử năm 2016 cho Quận 51 của Quốc hội Wisconsin | Bầu cử năm 2016 cho Quận 51 của Quốc hội Wisconsin | Bầu cử năm 2016 cho Quận 51 của Quốc hội Wisconsin | Bầu cử năm 2016 cho Quận 51 của Quốc hội Wisconsin | Bầu cử năm 2016 cho Quận 51 của Quốc hội Wisconsin |
| Đảng                                               | Đảng                                               | Ứng cử viên                                        | Số phiếu                                           | %                                                  | ±                                                  |
| -------------------------------------------------- | -------------------------------------------------- | -------------------------------------------------- | -------------------------------------------------- | -------------------------------------------------- | -------------------------------------------------- |
|                                                    | Cộng hòa                                           | Todd Novak (incumbent)                             | 13,912                                             | 51.3%                                              | +3.8%                                              |
|                                                    | Dân chủ                                            | Jeff Wright                                        | 13,189                                             | 48.7%                                              | +1.5%                                              |
|                                                    | Cộng hòa nắm giữ                                   |                                                    |                                                    |                                                    |                                                    |

| Bầu cử năm 2014 cho Quận 51 của Quốc hội Wisconsin | Bầu cử năm 2014 cho Quận 51 của Quốc hội Wisconsin | Bầu cử năm 2014 cho Quận 51 của Quốc hội Wisconsin | Bầu cử năm 2014 cho Quận 51 của Quốc hội Wisconsin | Bầu cử năm 2014 cho Quận 51 của Quốc hội Wisconsin | Bầu cử năm 2014 cho Quận 51 của Quốc hội Wisconsin |
| Đảng                                               | Đảng                                               | Ứng cử viên                                        | Số phiếu                                           | %                                                  | ±                                                  |
| -------------------------------------------------- | -------------------------------------------------- | -------------------------------------------------- | -------------------------------------------------- | -------------------------------------------------- | -------------------------------------------------- |
|                                                    | Cộng hòa                                           | Todd Novak                                         | 10,619                                             | 47.5%                                              |                                                    |
|                                                    | Dân chủ                                            | Dick Cates                                         | 10,560                                             | 47.2%                                              |                                                    |
|                                                    | Tự do                                              | Adam Laufenberg                                    | 1,177                                              | 5.3%                                               |                                                    |
|                                                    | Cộng hòa nắm giữ                                   |                                                    |                                                    |                                                    |                                                    |